# 国际反地雷组织

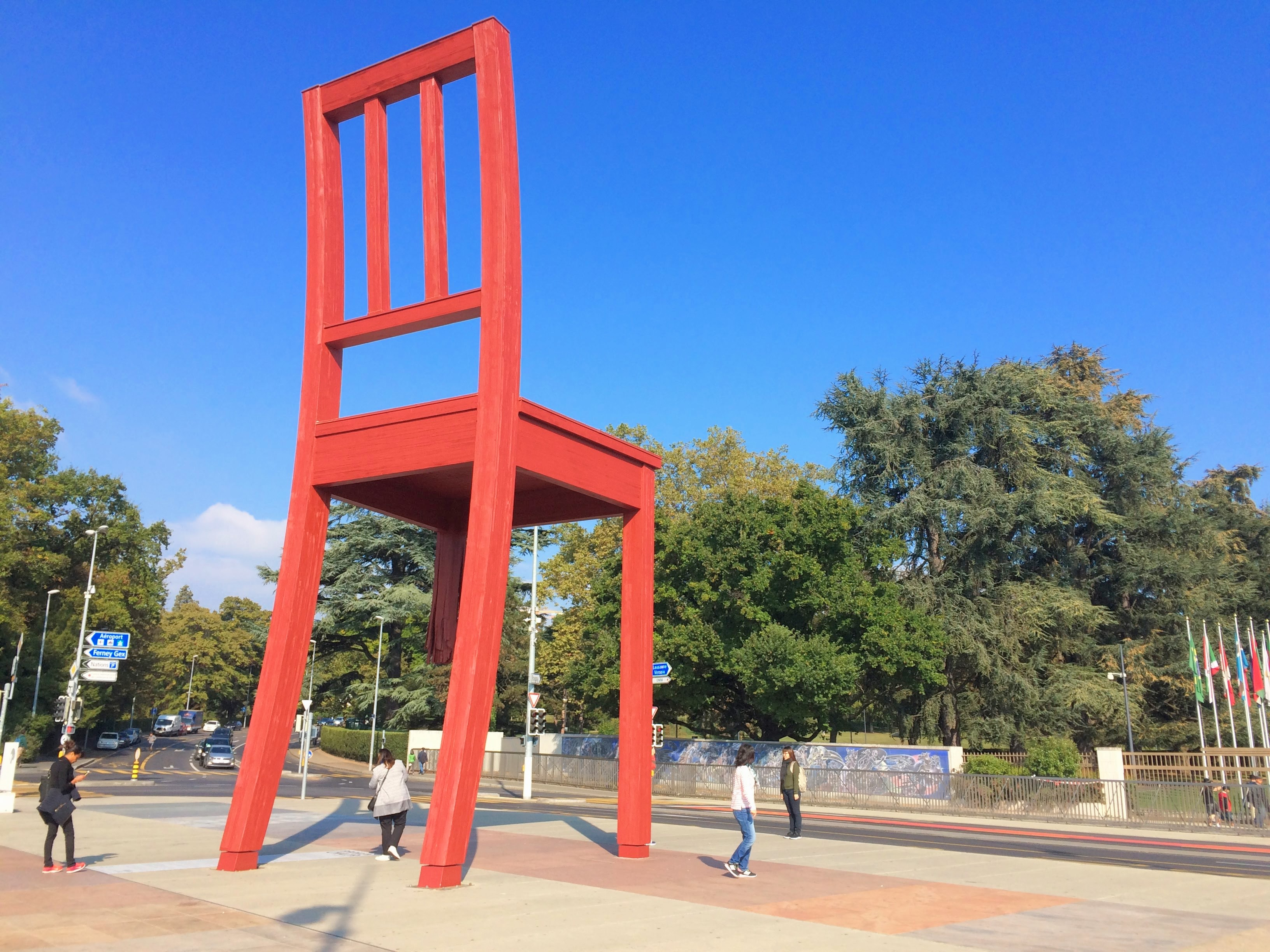
位於瑞士日內瓦總部前的斷椅

国际反地雷组织（英語：International Campaign to Ban Landmines，縮寫ICBL），是一个由反对制造和使用反步兵地雷的非政府组织组成的国际性联盟，總部位於瑞士日內瓦。
組織成員包括婦女、兒童、退伍軍人、宗教團體、人權團體以及各個領域的退休或在職人士，其中最有名的支持者是黛安娜王妃。
該組織活躍在100個以上的國家，也同時是《國際禁雷條約》的主要推動者，斷椅是此組織的象徵。

## 歷史

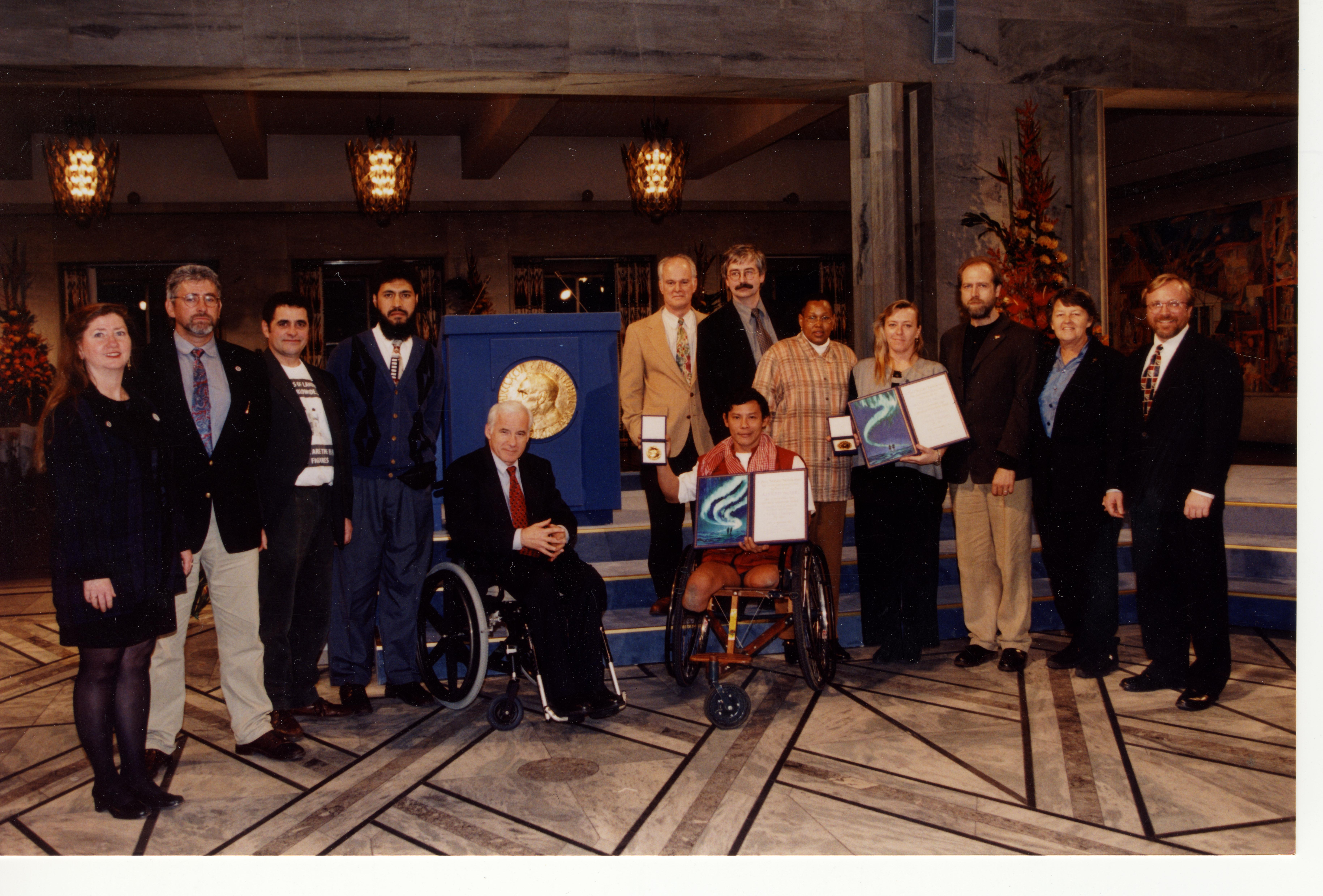
國際反地雷組織於1997年獲頒諾貝爾和平獎

1992年10月，六个有相同意愿的组织共同成立了这个组织，分別是國際助殘組織、國際醫療組織、排雷諮詢小組、國際促進人權協會及越戰美國退伍軍人基金會。
1997年，该组织及其发言人获得诺贝尔和平奖。
2011年，國際反地雷組織與集束彈藥聯盟（CMC）合併為統一的組織，合稱ILBC-CMC。

## 國際禁雷條約

藍色國家為締約國

《國際禁雷條約》（渥太華條約），旨在禁止任何對人員具有殺傷性的地雷（反步兵地雷），包括使用、儲存、生產及轉讓。1997年於加拿大渥太華簽署，並在1999年正式生效，目前共有164個締約國，但美國、中國、俄羅斯等國並未簽署。

## 外部連結
- 國際反地雷組織（页面存档备份，存于）（英文）
- 集束彈藥聯盟（页面存档备份，存于）（英文）